# Clervie Ngounoue
Clervie Ngounoue (Washington D.C., 19 juli 2006) is een tennisspeelster uit de Verenigde Staten van Amerika. Ngounoue begon met tennis toen zij drie jaar oud was. Haar favoriete ondergrond is gravel. Zij speelt rechtshandig en heeft een tweehandige backhand. Zij is actief in het internationale tennis sinds 2021.

## Loopbaan

### Junioren
Ngounoue won in 2018 de (junior) Orange Bowl voor meisjes tot twaalf jaar.
Ngounoue won de meisjesenkelspeltitel op Wimbledon 2023, waar zij in de finale de Tsjechische Nikola Bartůňková versloeg – zij verloor geen enkele set gedurende het hele toernooi. In het dubbelspel won zij twee grandslamtitels: met Russin Diana Sjnajder op het Australian Open 2022 en met landgenote Tyra Caterina Grant op Roland Garros 2023.
In juni 2023 klom zij naar de eerste plaats op de juniorenranglijst van de ITF.

### Enkelspel
Ngounoue debuteerde in 2021 op het ITF-toernooi van Caïro (Egypte). Zij stond in 2022 voor het eerst in een finale, op het ITF-toernooi van Marrakesh (Marokko) – zij verloor van de Italiaanse Eleonora Alvisi. In 2024 veroverde Ngounoue haar eerste titel, op het ITF-toernooi van Naples (VS), door landgenote Alexandra Kiick te verslaan. Tot op heden(juli 2025) won zij vijf ITF-titels, de meest recente in 2025 in Palma del Río (Spanje).
In 2023 speelde Ngounoue voor het eerst op een WTA-hoofdtoernooi, op het toernooi van Chicago – zij bereikte er de tweede ronde.
In augustus 2023 won Ngounoue het Amerikaanse nationaal kampioenschap van de USTA voor meisjes tot 18 jaar – daarmee verwierf zij een wildcard voor het US Open 2023 waar zij haar grandslamenkelspeldebuut had.

### Dubbelspel
Ngounoue behaalde in het dubbelspel betere resultaten dan in het enkelspel. Zij debuteerde in 2021 op het ITF-toernooi van Caïro (Egypte), samen met de Egyptische Yasmin Ezzat – daar bereikten zij meteen de finale, die zij verloren van het duo Oana Gavrilă en Zjibek Koelambajeva. In 2022 veroverde Ngounoue haar eerste titel, op het ITF-toernooi van Monastir (Tunesië), samen met de Belgische Hanne Vandewinkel, door het Duitse duo Mara Guth en Mia Mack te verslaan. Tot op heden(juli 2025) won zij vijf ITF-titels, de meest recente in 2025 in Petit-Bourg (Guadeloupe).
In 2022 won Ngounoue, samen met landgenote Reese Brantmeier, het in San Diego gespeelde dubbelspeltoernooi van het Amerikaanse nationaal kampioenschap van de USTA voor meisjes tot 18 jaar – daarmee verdienden zij een wildcard voor het dubbelspel van het US Open waarmee zij haar grandslamdebuut had – zij versloegen er het Belgisch/Nederlands duo Alison Van Uytvanck en Rosalie van der Hoek. In 2023 speelde zij weer op het US Open, nu met landgenote Robin Montgomery – zij versloegen er de Japanse finalistes van het Australian Open 2023 Shuko Aoyama en Ena Shibahara, en stootten nog door tot de derde ronde.

## Persoonlijk
Ngounoue's ouders komen uit Kameroen. Haar vader was haar eerste tennistrainer.

## Posities op deWTA-ranglijst
Positie per einde seizoen:
| jaar | rang enkelspel | rang dubbelspel |
| ---- | -------------- | --------------- |
| 2021 | –              | 1130            |
| 2022 | 600            | 367             |
| 2023 | 511            | 221             |
| 2024 | 325            | 198             |

## Resultaten grandslamtoernooien
| Legenda | Legenda                          |
| ------- | -------------------------------- |
| g.t.    | geen toernooi gehouden           |
| l.c.    | lagere categorie                 |
| –       | niet deelgenomen                 |
| G       | uitgeschakeld in de groepsfase   |
| 1R      | uitgeschakeld in de eerste ronde |
| 2R      | uitgeschakeld in de tweede ronde |
| 3R      | uitgeschakeld in de derde ronde  |
| 4R      | uitgeschakeld in de vierde ronde |
| KF      | uitgeschakeld in de kwartfinale  |
| HF      | uitgeschakeld in de halve finale |
| F       | de finale verloren               |
| W       | het toernooi gewonnen            |
| w-v     | winst/verlies-balans             |

### Enkelspel
| toernooi        | 2023 |
| --------------- | ---- |
| Australian Open | –    |
| Roland Garros   | –    |
| Wimbledon       | –    |
| US Open         | 1R   |

### Vrouwendubbelspel
| toernooi        | 2022 | 2023 | 2024 |
| --------------- | ---- | ---- | ---- |
| Australian Open | –    | –    | –    |
| Roland Garros   | –    | –    | –    |
| Wimbledon       | –    | –    | –    |
| US Open         | 2R   | 3R   | 2R   |